# 亞勒腓·費萊蒙·科爾
亞勒腓·費萊蒙·科爾（1876年7月12日—1988年11月25日）是美國的超級人瑞，也是一名藝術家、雕刻家，他父親是著名木雕蒂莫西·科爾。他出生於澤西市，他以112歲136天的年齡去世，此前他一直是世界上已證實在世最長壽的男性，也是美國在世最長壽的人。

## 生平
亞勒腓·費萊蒙·科爾在義大利師從艾薩克·克雷格學習藝術，然後於1892年至1901年在巴黎朱利安學院從讓·保羅·勞倫斯和讓-約瑟夫·班傑明-康斯坦特學習藝術。後來又進入法國美術學院學習。
1987年1月5日，來自挪威的滑雪運動員赫曼·史密斯-約翰森去世，成為在世最年長男性。
1988年11月25日，亞勒腓·費萊蒙·科爾在紐約市去世，享年112歲136天。